# ポンスケ
ポンスケ（ぽんすけ）は、日本の漫画家。男性。主に成人向け漫画を執筆している。

## 作品リスト
1. 『ナマイキ♡少女』 2015年2月27日発売[2]、茜新社〈TENMACOMICS LO #170〉、ISBN 978-4-86349-476-3
2. 『おしゃまな幼性』 2016年10月28日発売[3]、茜新社〈TENMACOMICS LO #202〉、ISBN 978-4-86349-592-0
3. 『ちびっこエッチ』 2018年5月28日発売[4]、茜新社〈TENMACOMICS LO #233〉、ISBN 978-4-86349-706-1
4. 『学園公認 種付け合宿』 2019年8月27日発売[5]、ジーウォーク〈ムーグコミックス〉、ISBN 978-4-86297-910-0
5. 『ろりとあそぼ♪』 2019年10月28日発売[6]、茜新社〈TENMACOMICS LO #259〉、ISBN 978-4-86349-795-5
6. 『ラブラブ抱っこしよ♡』 2021年4月27日発売[7]、茜新社〈TENMACOMICS LO #288〉、ISBN 978-4-86349-868-6
7. 『パパ、どうしたの？♡』 2022年11月28日発売[8]、茜新社〈TENMACOMICS LO #317〉、ISBN 978-4-86349-924-9